# One Last Time (LP)
One Last Time è un singolo della cantautrice statunitense LP, pubblicato l'11 marzo 2021 come terzo estratto dall'album in studio Churches.

## Video musicale
Il video musicale del brano, diretto da Stephen Schofield è stato pubblicato in concomitanza con l'uscita del singolo.

## Tracce
1. One Last Time – 3:13